# Jarmila Truhlíková-Spěváková
Jarmila Truhlíková-Spěváková (* 14. listopadu 1940 Praha) je česká sochařka, známá především svým návrhem jednokorunové a dvoukorunové mince. Motiv na aversu zobrazuje českého lva a motiv na reversu zobrazuje u jednokoruny stylizovanou svatováclavskou korunu zatímco u dvoukoruny je vyobrazen velkomoravský gombík.

## Život
Jarmila Truhlíková-Spěváková se narodila v Praze. Absolvovala Výtvarnou školu na Vinohradech v letech 1956-1960 a následně pokračovala na Akademii výtvarných umění (AVU), kde studovala v letech 1960-1966 pod vedením profesora Karla Hladíka.
Její dcera, Andrea Popprová, je akademickou malířkou a restaurátorkou, známou svými dětskými knihami a pravidelnými příspěvky do časopisu Sluníčko, nebo Puntík (2024).

## Dílo
Jarmila Truhlíková-Spěváková získala uznání za svůj návrh jednokorunové a dvoukorunové mince.